# Gnophos anophaea
Gnophos anophaea är en fjärilsart som beskrevs av Eugen Wehrli 1939. Gnophos anophaea ingår i släktet Gnophos och familjen mätare. Inga underarter finns listade i Catalogue of Life.